# Chiesa dei Santi Tiburzio e Susanna (Pedavena)
La chiesa dei Santi Tiburzio e Susanna in Monte, citata anche come santuario dei Santi Tiburzio e Susanna in Monte o semplicemente santuario di Santa Susanna, è un modesto edificio religioso sito nel territorio di Facen, frazione del comune di Pedavena, alla quota di 929 m s.l.m. nei versanti meridionali del monte Avena.
Edificata nel corso del XVI secolo, da un eremita secondo la tradizione popolare locale, la chiesetta montana ha mutato il suo aspetto originale, di un essenziale stile romanico, aggiungendo elementi architettonici di gusto neoclassico, come il piccolo pronao, il più evidente. Intitolata ai santi martiri romani Tiburzio e Susanna, accomunati solo dalla data della loro ricorrenza dal Martirologio geronimiano, è, nella suddivisione territoriale della chiesa cattolica, collocata nella convergenza foraniale di Feltre-Lamon-Pedavena della diocesi di Belluno-Feltre come chiesa sussidiaria della parrocchia di San Pietro Apostolo.
La chiesa è inserita nella lista dei 13 edifici di culto del sentiero tematico "Chiesette Pedemontane" del Parco nazionale delle Dolomiti Bellunesi, che collega i luoghi di devozione che sorgono alle pendici delle Dolomiti site nella provincia di Belluno.

## Storia

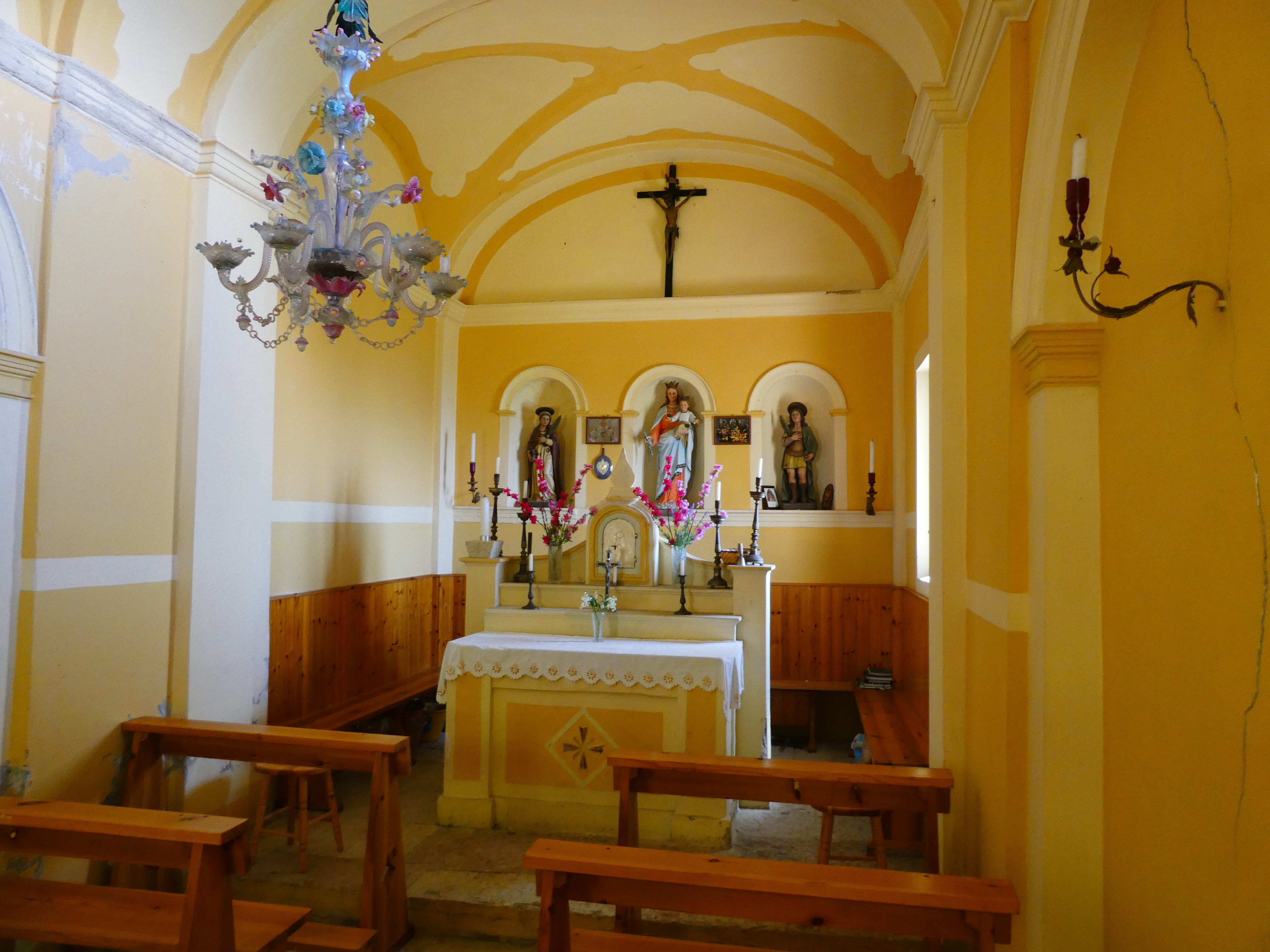
Interno

Le fonti storiche sulle origini dell'edificio si sovrappongono a quelle della tradizione orale popolare, indicanti queste ultime nella volontà di un eremita cristiano, qui stabilitosi a meditare sulle pendici del monte Avena. Legata alla sua costruzione vi è anche la leggenda legata alla vasca di raccolta dell'acqua piovana che sorge nelle sue vicinanze, creata dal masso scagliato per ira dal diavolo dopo l'invocazione del mistico nella loro santa protezione nel terminare il religioso edificio.
Certo è che la chiesetta, citata già nel XVI secolo, sorse su un sito dove, grazie alla sua posizione strategica, probabilmente era situata una struttura fortificata già in epoca romana, una postazione di osservazione da cui è possibile vedere tutta la valle sottostante dove scorre il torrente Stizzon e che venne sfruttata nei secoli fino al medioevo. A supporto di questa ipotesi vi è la comunicazione ottica con il castello di Alboino, a Feltre, l'avamposto sul monte Miesna, ad Anzù, dove ora sorge la basilica santuario dei Santi Vittore e Corona al posto del precedente castello, e con il castello di Pedavena, oltre al probabile uso della vicina vasca di raccolta delle acque usata come braciere per le segnalazioni.
Rimasta fedele per secoli alla sua struttura originaria, con la modesta ed essenzialità dello stile romanico tipico delle chiesette montane dell'epoca legate al territorio, nel 1863 l'edificio fu oggetto di manutenzione che previde anche la ristrutturazione adeguandolo a canoni estetici evidentemente ritenuti più consoni alla religiosità del luogo, aggiungendone un pronao di gusto neoclassico in aggetto alla facciata.